# Jade chino

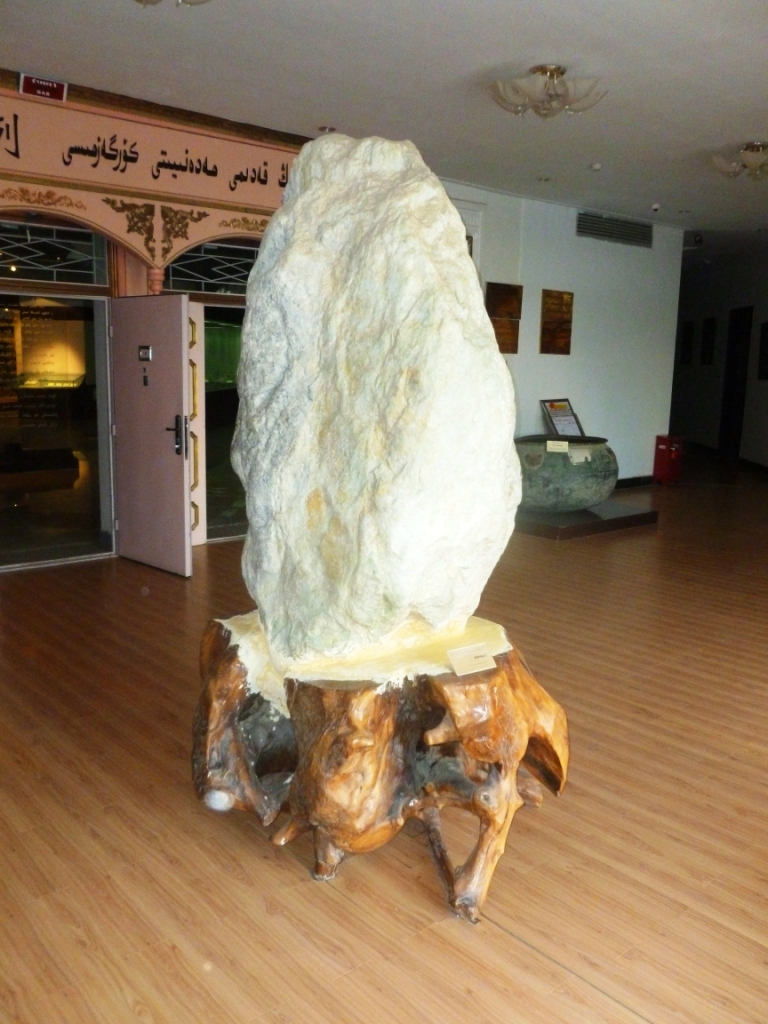
Jade nefrita blanca "grasa de cordero", Museo Cultural Hotan.

Jade chino es todo aquel jade extraído o tallado en China a partir del Neolítico. Es la piedra dura utilizada en China por antonomasia para tallar esculturas. Si bien en Europa se conoce especialmente la jadeita de color verde brillante, a lo largo de la historia de China, el jade se ha presentado en gran variedad de colores y la nefrita blanca "grasa de cordero" ha sido el tipo de jade más valorado. Las canteras en Henan y a lo largo del río Yangtze han sido explotadas desde épocas prehistóricas y se encuentran casi agotadas; a principios del siglo XXI gran parte del jade es extraído de la provincia de Xinjiang en el noroeste.
El jade era valorado por su dureza, resistencia, cualidades musicales, y belleza. Especialmente sus características sutiles y colores traslúcidos hicieron que fuera asociado con los conceptos chinos sobre el alma y la inmortalidad. El uso antiguo más prominente es la talla de los Seis jades rituales, que se remontan al tercer milenio a. C. en la cultura de Liangzhu: el bi, el cong, el huang, el hu, el gui, y el zhang. Si bien estas piezas son tan antiguas que se desconoce su significado original, para cuando se componen los Ritos de Zhou, se consideraba que los mismos representaban el cielo, la tierra, y las cuatro direcciones. Durante la dinastía Han, la familia real y la nobleza eran enterrados recubiertos por completo en un traje mortuorio de jade cosido con hilos de oro, con el convencimiento que preservarían el cuerpo y las almas adosadas al mismo. También se creía que el jade combatía la fatiga. Durante esta dinastía progresó en gran medida el uso artístico del jade.
Estos usos dieron lugar después del período de los tres reinos a las prácticas budistas y nuevos desarrollos en el Taoísmo como por ejemplo la alquimia. Sin embargo, el jade siguió formando parte de la medicina tradicional china y siendo una importante materia prima artística. Si bien su uso nunca alcanzó gran difusión en Japón, el jade fue importante en el desarrollo del arte de Corea y del sureste de Asia.

## Galería de piezas chinas de jade

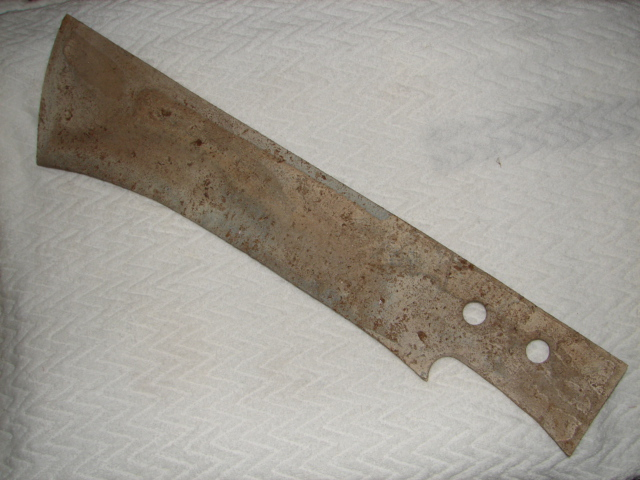
Hoja de alabarda (zhang) Sanxingdui (Tercer milenio AdC)
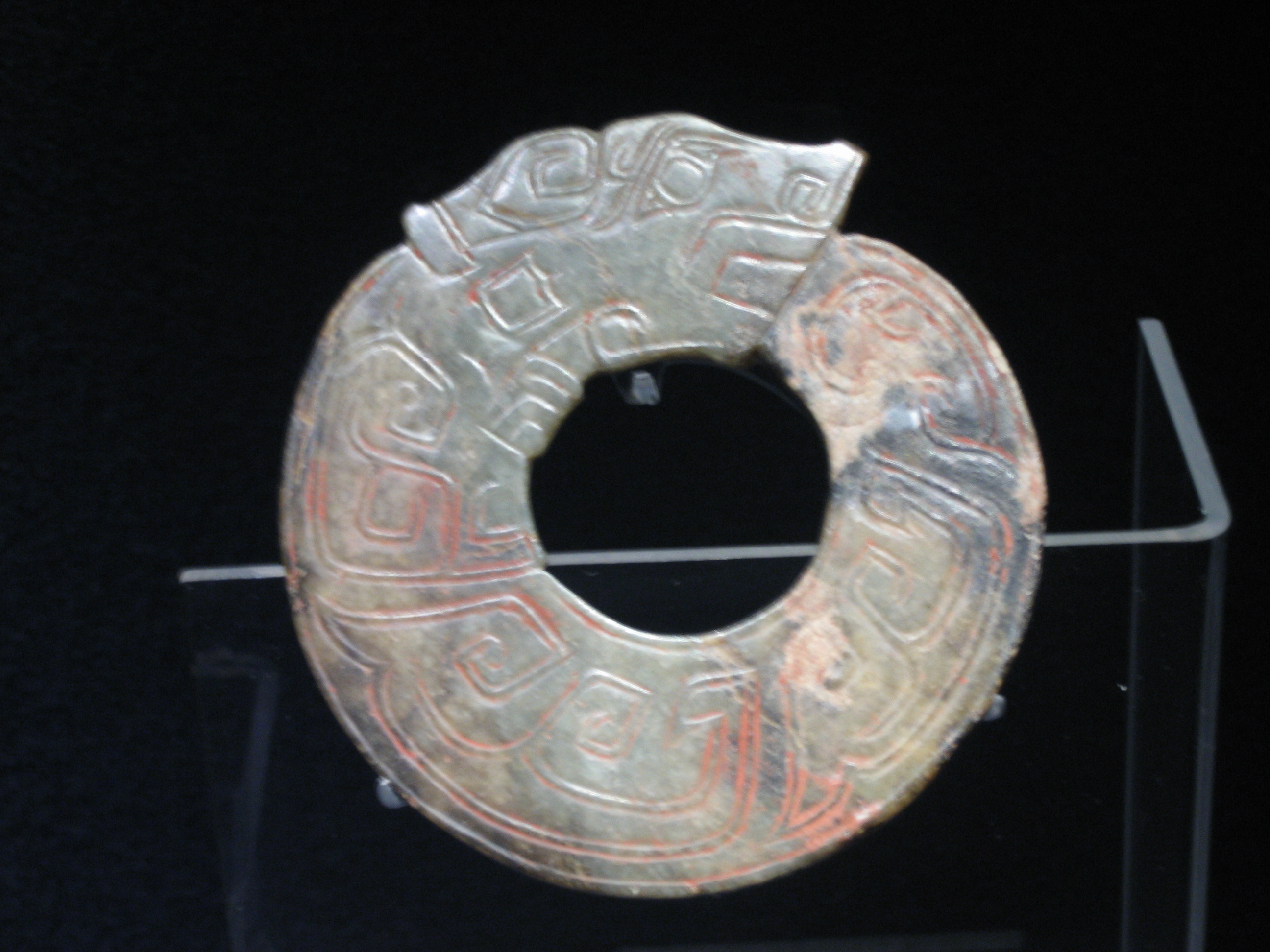
Anillo en forma de dragón enrollado Dinastía Shang (Segundo milenio AdC)
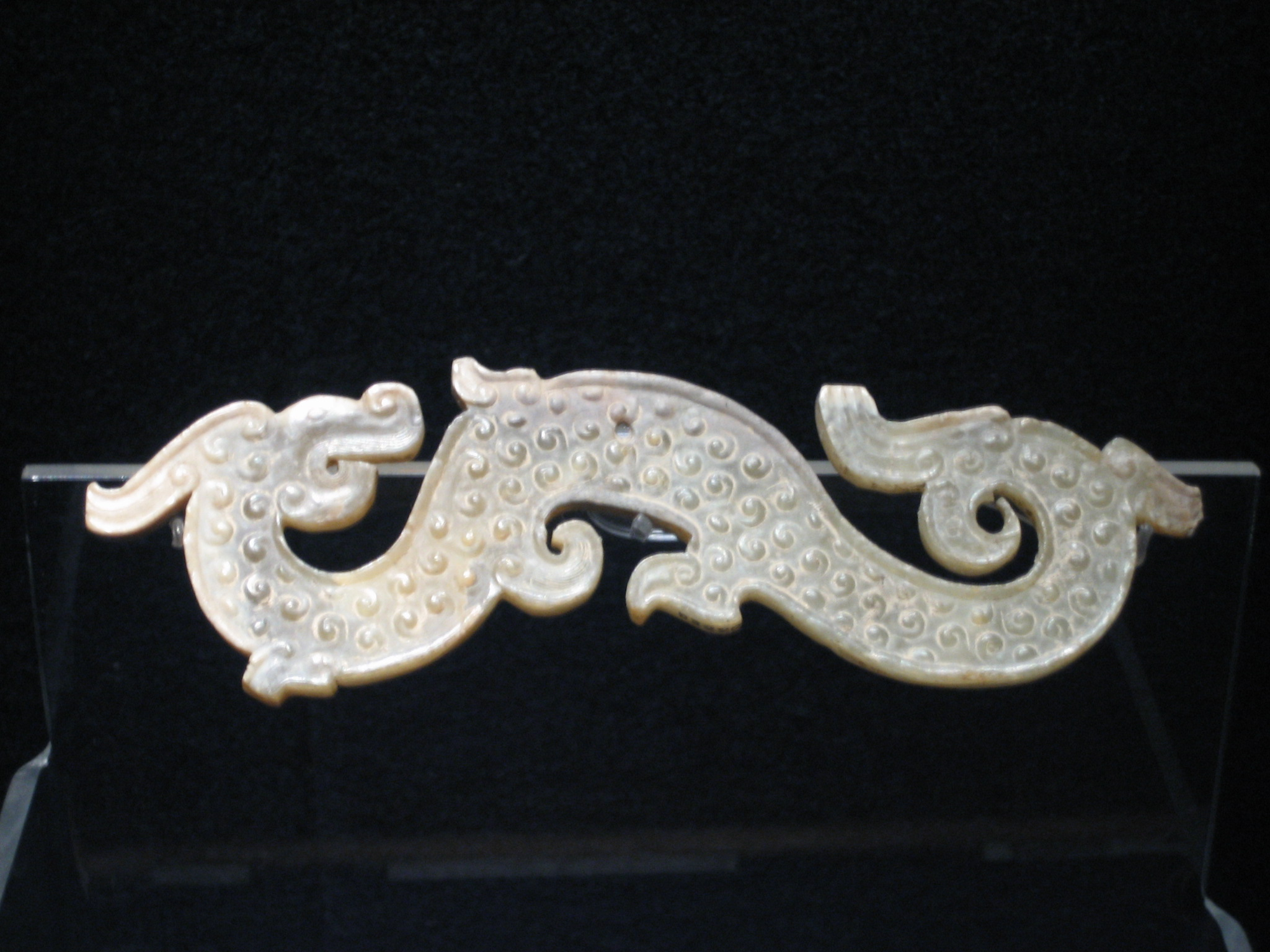
Dragón Reinos Combatientes (Siglo IV o III AdC)
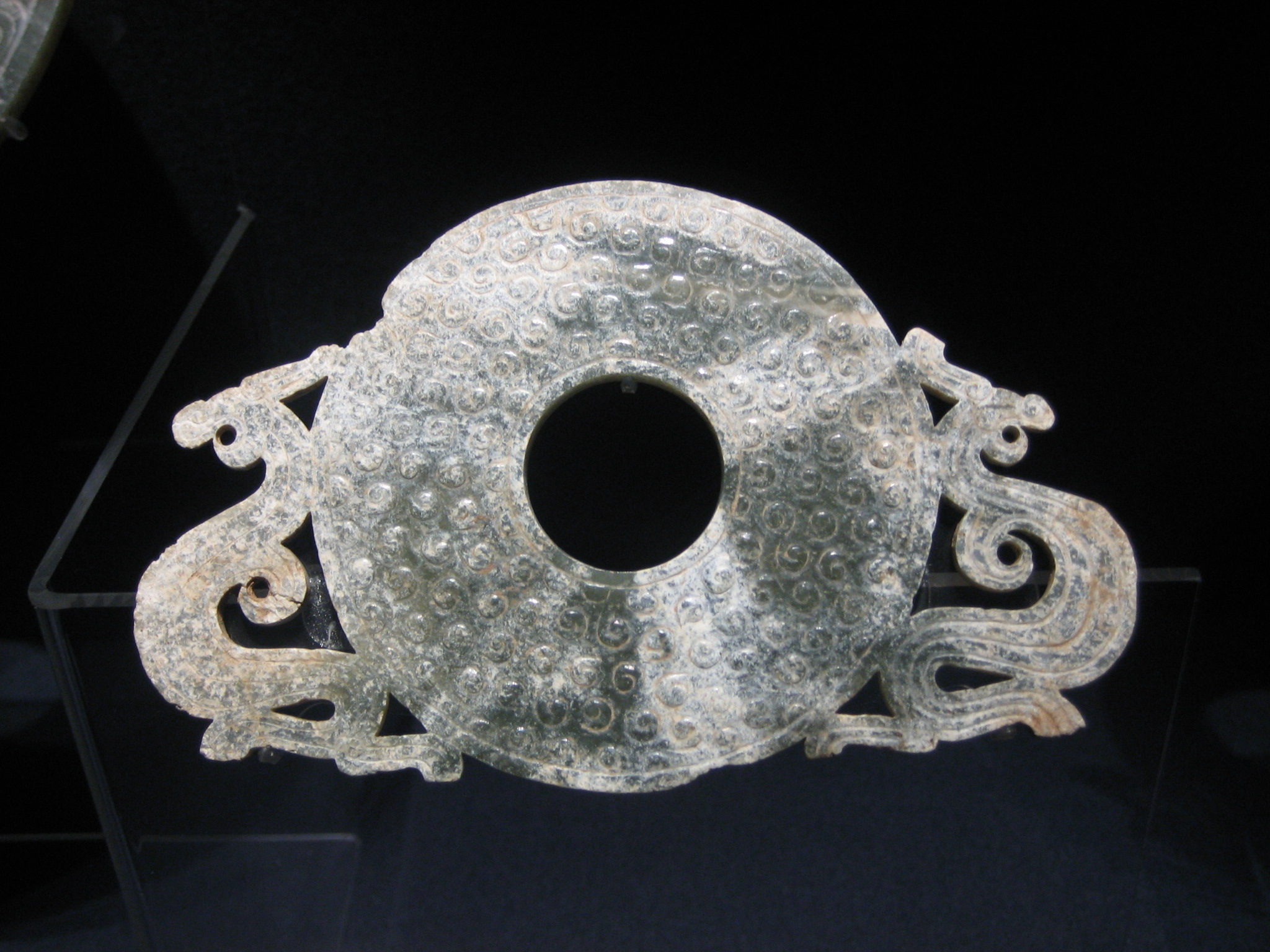
Bi con dos dragones Reinos Combatientes.
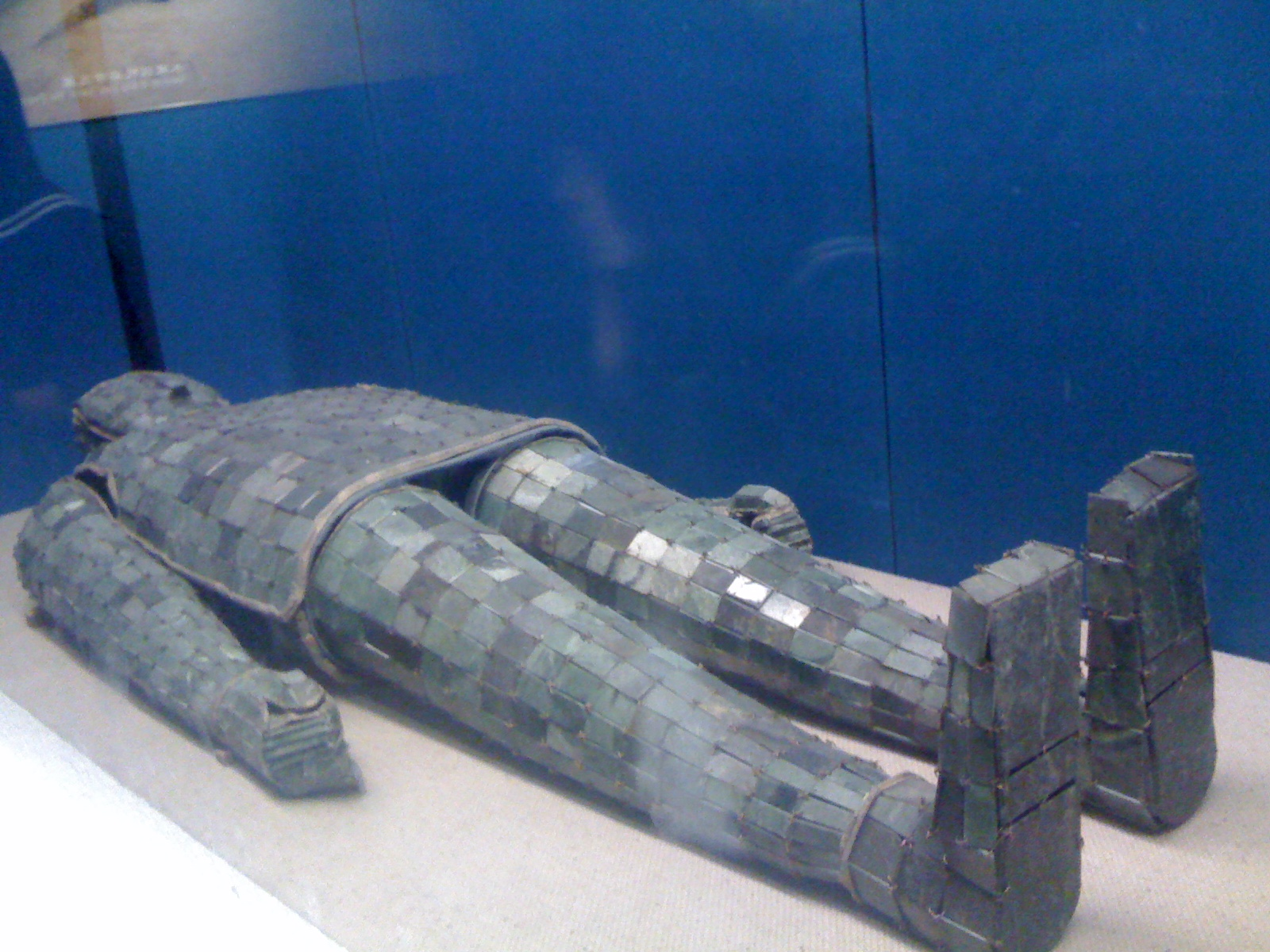
Traje mortuorio de la tumba de Liu Wu, Príncipe de Liang Dinastía Han (Hacia el 144 AdC).
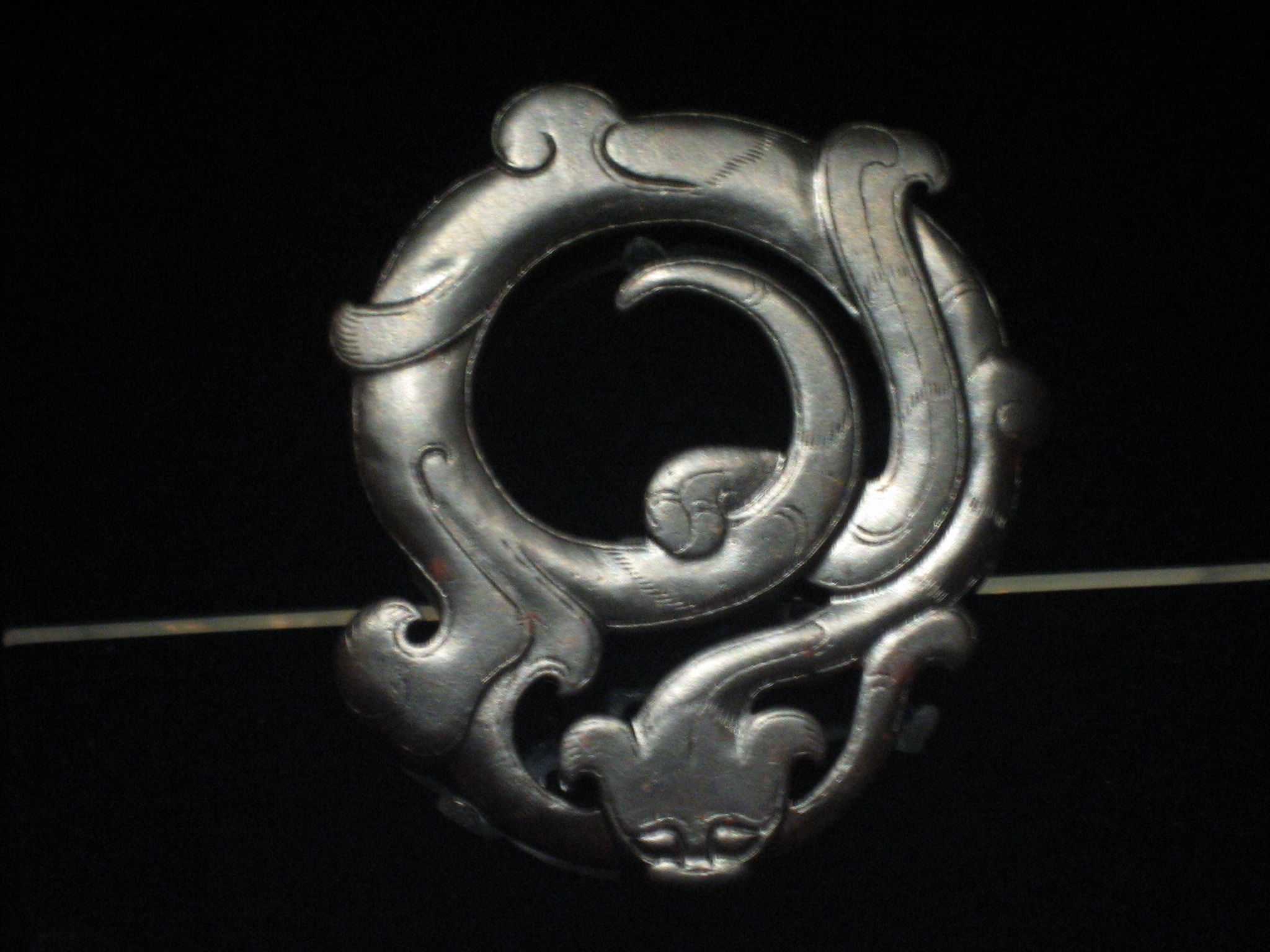
Dragón Chi Dinastía Han (Siglo I o II).
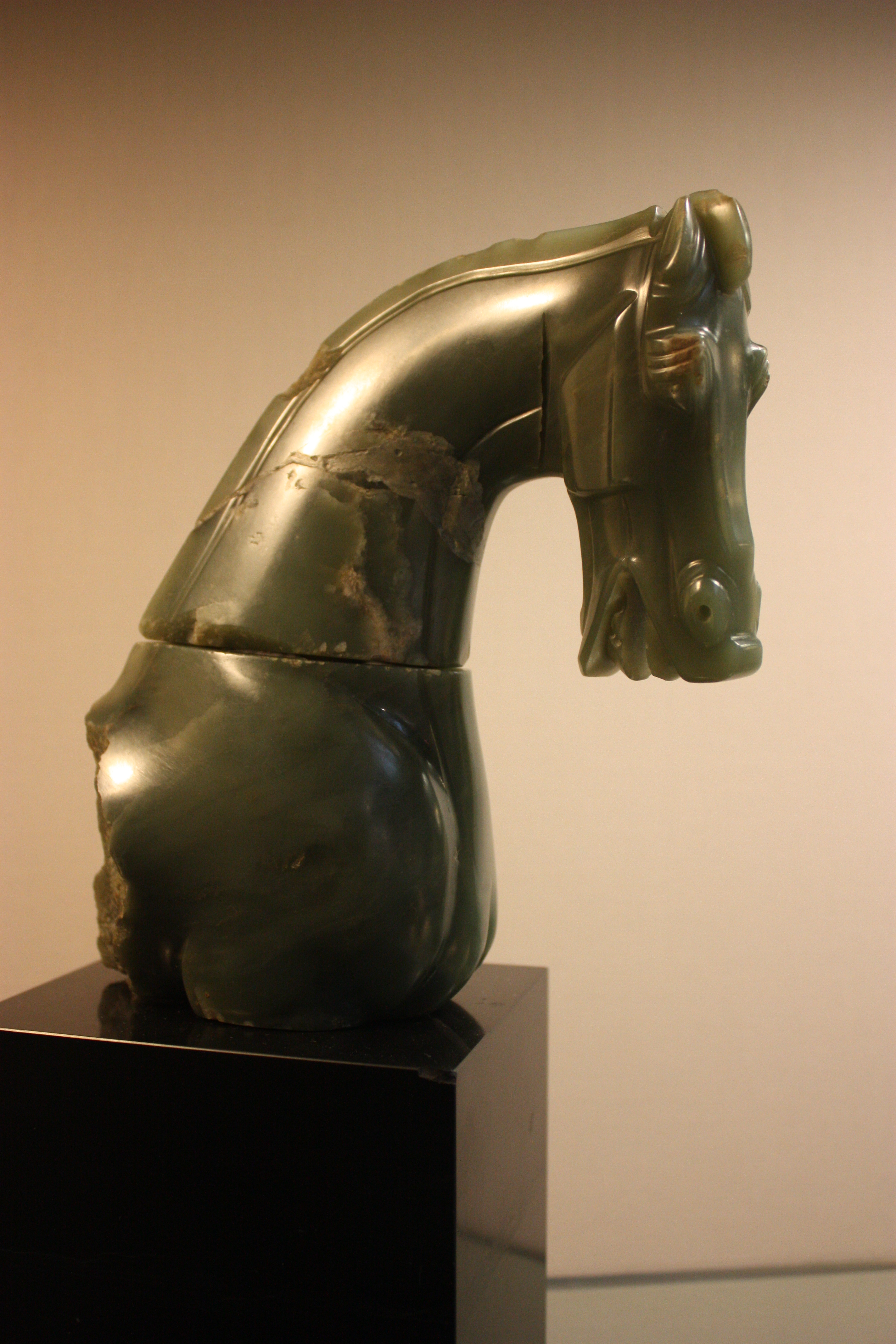
Escultura de cabeza y torso de un caballo, Dinastía Han.
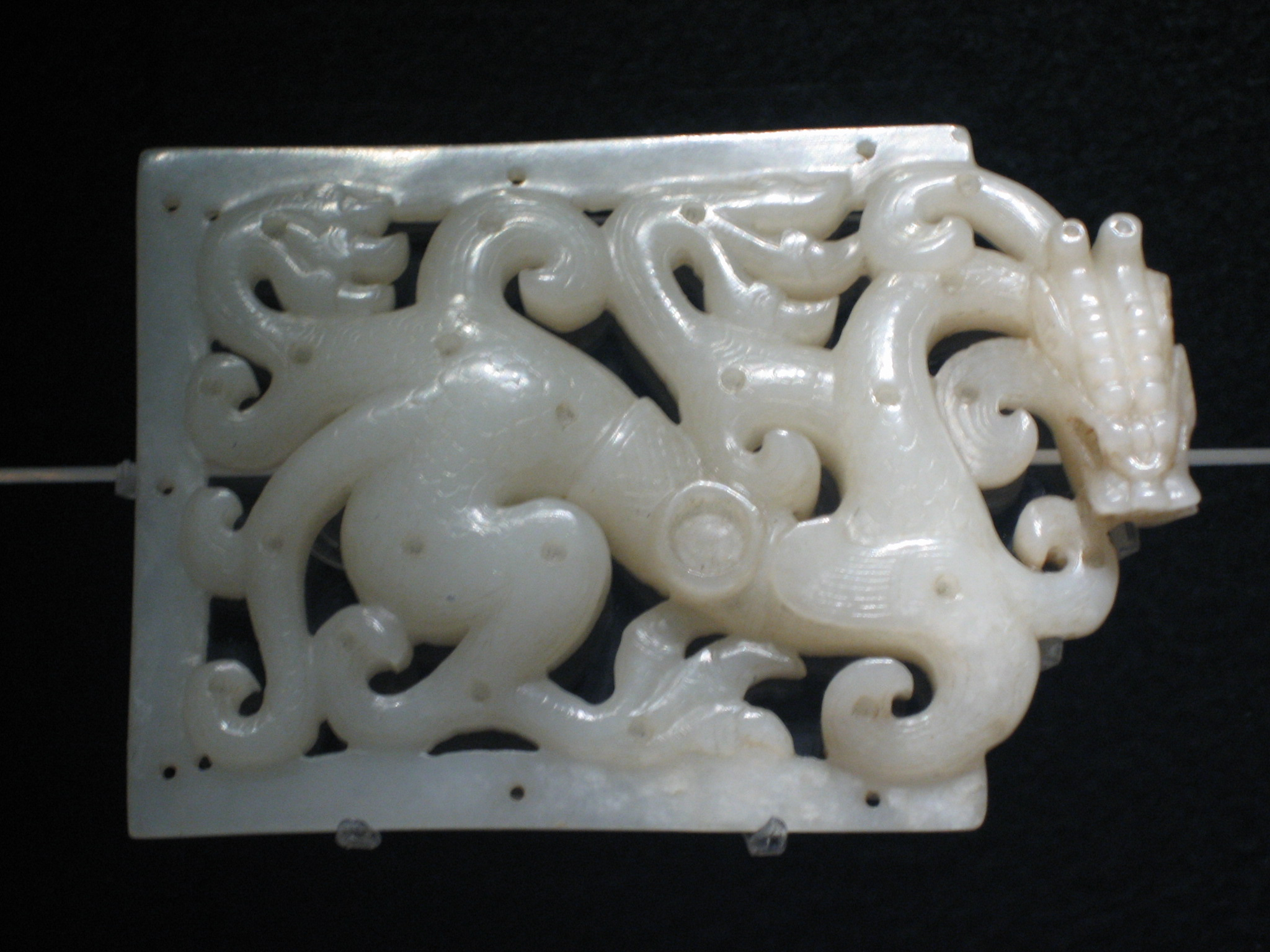
Hebilla de cinto con dragón Dinastía Liu Song (Siglo V).
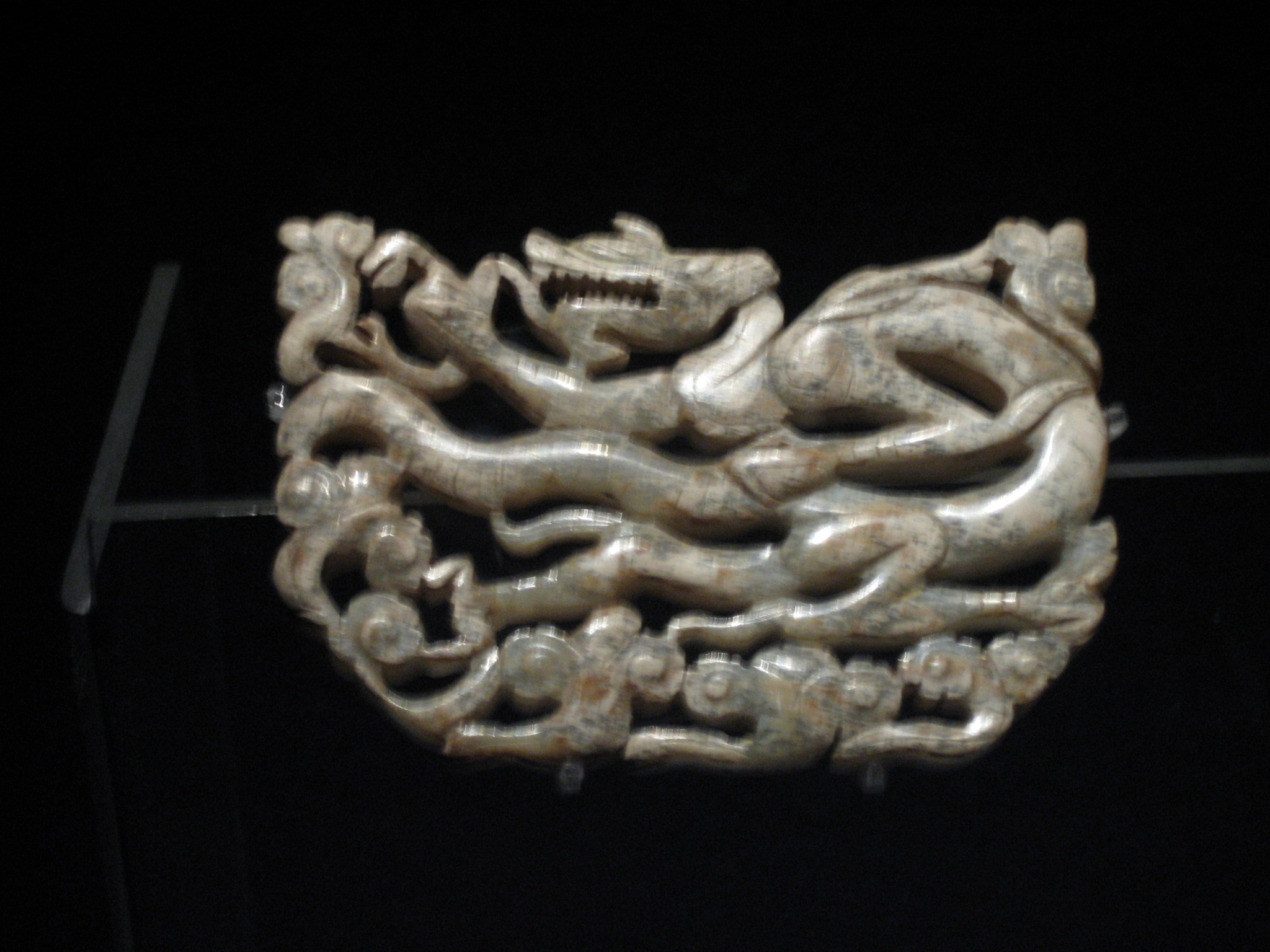
Dragón Dinastía Tang (Siglos VII al IX).
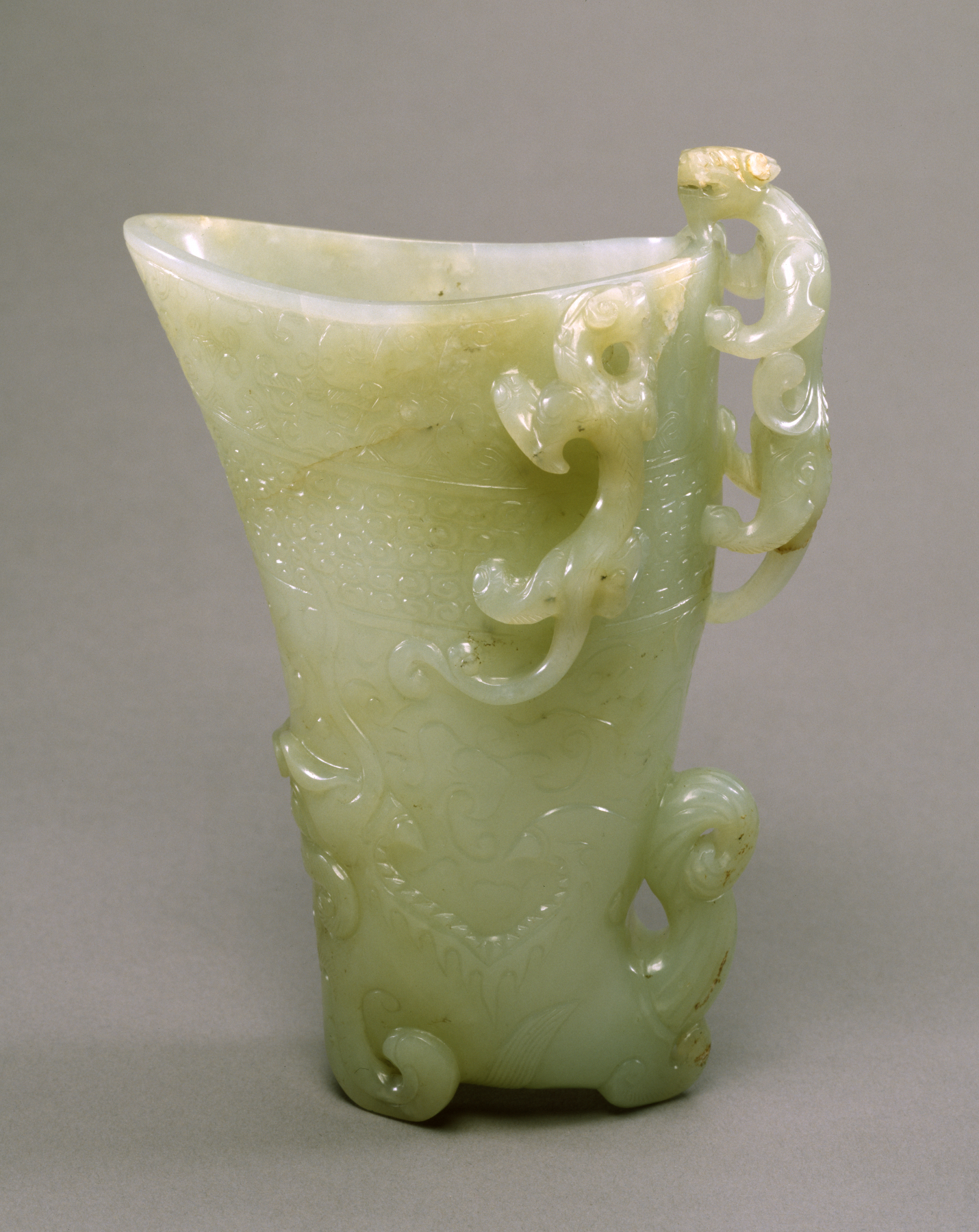
Taza con asas en forma de dragón (Siglo XII).
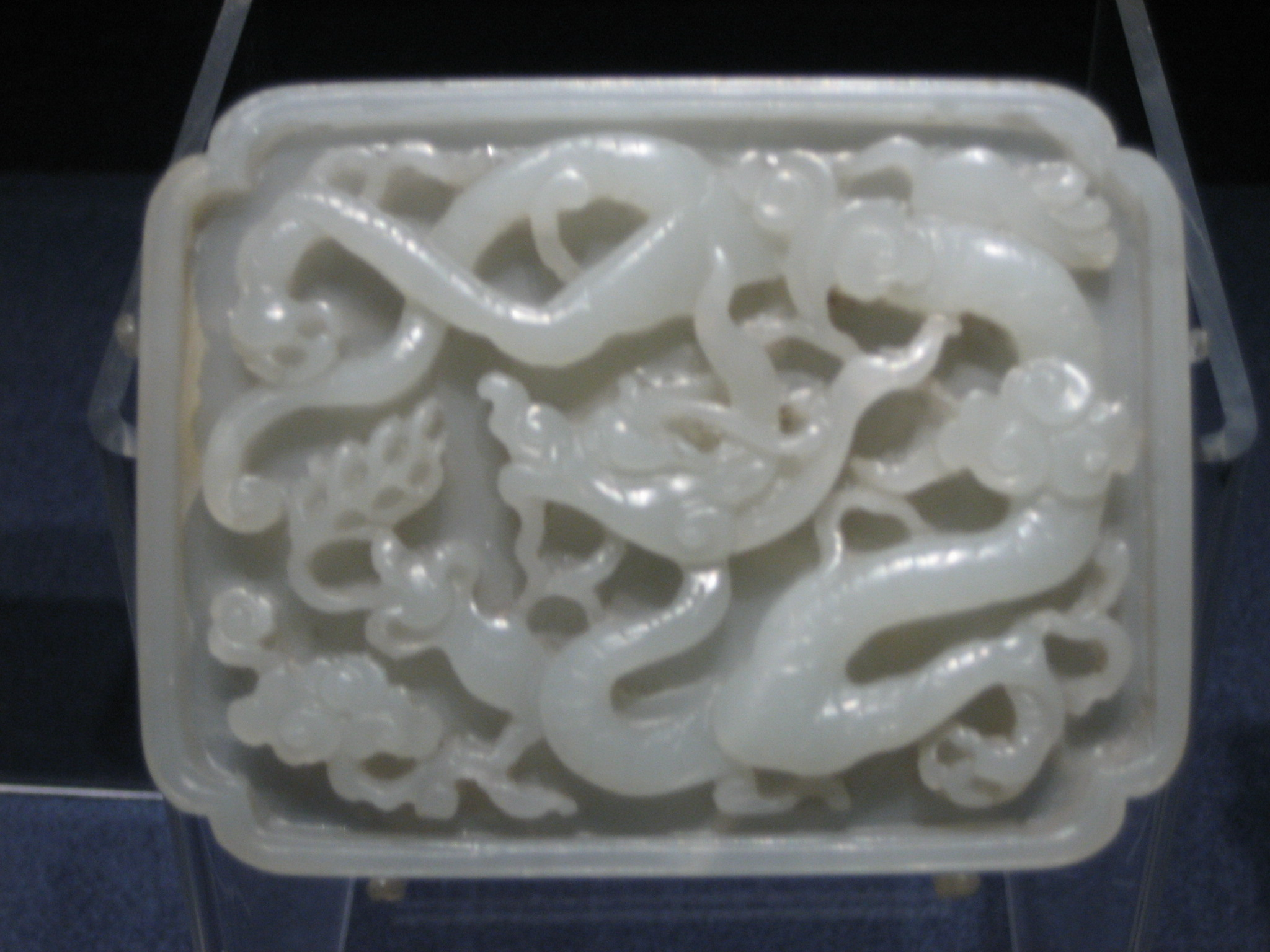
Placa de cinturón con dragón Dinastía Yuan (Siglo XIV).
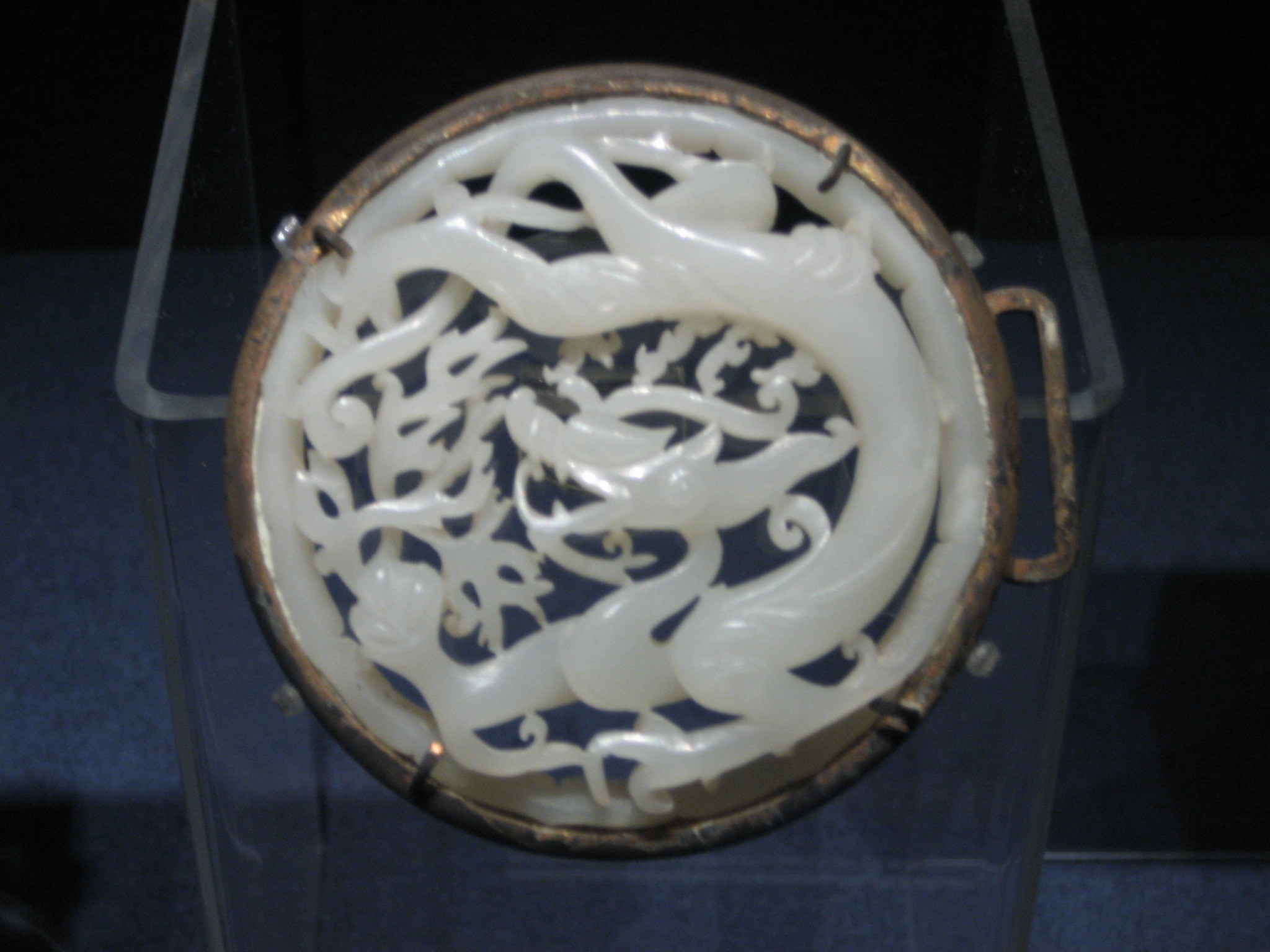
Placa de cinturón con dragón Dinastía Ming (Siglo XV o XVI).
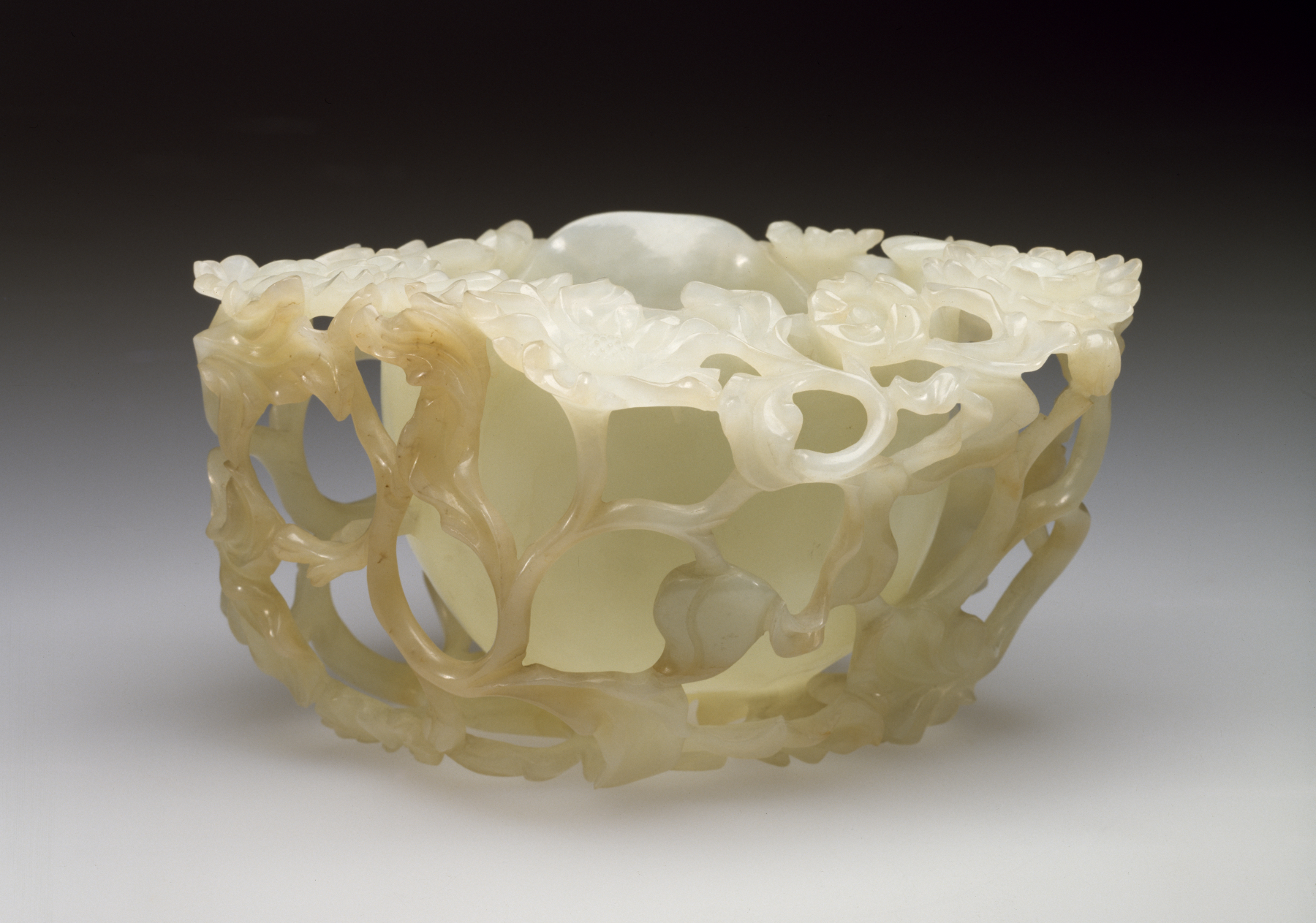
Recipiente para limpiar pinceles con forma de peonia (Siglo XVI).